# Verdensmesterskabet for klubhold i håndbold
Verdensmesterskabet for klubhold i håndbold (eller IHF Super Globe) er en turnering for de kontinentale mestre for klubhold for mænd. Turneringen drives af International Handball Federation. Europa er repræsenteret af vinderen af EHF Champions League. Turneringen afvikles en gang om året.

## Medaljevindere siden 2010
| År   | Værtsland     | Guld               | Sølv                       | Bronze                 |
| ---- | ------------- | ------------------ | -------------------------- | ---------------------- |
| 2010 | Qatar         | BM Ciudad Real     | Al Sadd                    | Al-Zamalek             |
| 2011 | Qatar         | THW Kiel           | BM Ciudad Real             | Al Sadd                |
| 2012 | Qatar         | BM Atletico Madrid | THW Kiel                   | Al Sadd                |
| 2013 | Qatar         | FC Barcelona       | HSV Hamburg                | El Jaish               |
| 2014 | Qatar         | FC Barcelona       | Al-Sadd                    | SG Flensburg Handewitt |
| 2015 | Qatar         | Füchse Berlin      | MVM Veszprém KC            | FC Barcelona           |
| 2016 | Qatar         | Füchse Berlin      | Paris St. Germain Handball | Vive Targi Kielce      |
| 2017 | Qatar         | FC Barcelona       | Füchse Berlin              | RK Vardar              |
| 2018 | Qatar         | FC Barcelona       | Füchse Berlin              | Montpellier Handball   |
| 2019 | Saudi-Arabien | FC Barcelona       | THW Kiel                   | RK Vardar              |
| 2021 | Saudi-Arabien | SC Magdeburg       | FC Barcelona               | Aalborg Håndbold       |
| 2022 | Saudi-Arabien | SC Magdeburg       | FC Barcelona               | Vive Targi Kielce      |
| 2023 | Saudi-Arabien | SC Magdeburg       | Füchse Berlin              | FC Barcelona           |